# Distrikt Acopampa
Der Distrikt Acopampa liegt in der Provinz Carhuaz der Region Ancash im zentralen Westen Perus. Der Distrikt wurde am 5. Dezember 1941 gegründet. Er hat eine Fläche von 14,17 km². Beim Zensus 2017 lebten 2472 Einwohner im Distrikt. Im Jahr 1993 lag die Einwohnerzahl bei 2338, im Jahr 2007 bei 2488. Verwaltungssitz ist die gleichnamige 2725 m hoch gelegene Ortschaft Acopampa mit 965 Einwohnern (Stand 2017).

## Geographische Lage
Der Distrikt Acopampa liegt zentral in der Provinz Carhuaz. Er befindet sich im Hochtal Callejón de Huaylas am rechten Flussufer des nach Norden strömenden Río Santa 2,7 km ostsüdöstlich der Provinzhauptstadt Carhuaz. Der Distrikt Acopampa grenzt im Nordwesten an den Distrikt Carhuaz sowie im Südosten an den Distrikt Marcará.